# Martin Hofmann (Informatiker)
Martin Hofmann (* 9. November 1965 in Erlangen; † 23. Januar 2018 am Nikko Shirane, Japan) war ein deutscher Informatiker und Hochschullehrer.

## Leben
Hofmann studierte 1984 bis 1991 an der Universität Erlangen-Nürnberg Informatik und schloss das Studium in der Diplomprüfung mit Auszeichnung ab. Im Rahmen eines Austauschjahres 1987 bis 1988 erwarb er zusätzlich den Titel Maitrise de Mathematiques. Nach Beendigung seines Doktoratsstudiums zum PhD an der University of Edinburgh 1995 habilitierte er sich 1999 an der TU Darmstadt. Es folgten Aufenthalte als lecturer und reader wiederum an der University of Edinburgh und als Assistant professor erneut an der TU Darmstadt, bevor er im September 2001 zum Ordinarius für Theoretische Informatik an die Ludwig-Maximilians-Universität München berufen wurde.
Hofmann wurde am 21. Januar 2018 auf einer Bergtour am japanischen Vulkan Nikkō-Shirane-san von einem Schneesturm überrascht. Weil die Bedingungen für eine Suche zu gefährlich waren, konnte erst zehn Tage später begonnen werden, nach ihm zu suchen. Am 6. Februar wurde offiziell sein Tod vermeldet.
Als seine Forschungsschwerpunkte nannte Hofmann die Anwendung von Logik und Typentheorie.

## Werke (Auswahl)
- mit Thomas Streicher: The groupoid interpretation of type theory. In: Oxford Univ. Press (Hrsg.): Twenty-five years of constructive type theory (= Oxford Logic Guides). Band 36. New York 1998, S. 83–111 (englisch).
- selbst: Extensional Constructs in Intensional Type Theory. Hrsg.: University of Edinburgh. College of Science and Engineering. School of Informatics. (englisch). Dissertation.
- mit Martin Lange: Automatentheorie und Logik (= eXamen.press). Springer-Verlag Berlin Heidelberg, 2011, ISBN 978-3-642-18089-7, ISSN 1614-5216, doi:10.1007/978-3-642-18090-3.